# 奇跡の海 (1996年の映画)
『奇跡の海』（きせきのうみ、原題：Breaking the Waves, デンマーク語のワーキングタイトル: Amor omnie）は、ラース・フォン・トリアー監督、エミリー・ワトソン主演、ステラン・スカルスガルド助演で、1996年に制作されたドラマ映画。

## 概要
手持ちカメラ撮影などの手法にはフォン・トリアーらが前年発表した『映画の純潔の誓い』である「ドグマ95」の影響が見られるが、ドグマ95にはこの映画は参加していない。大部分はスカイ島などのスコットランド現地ロケであるが、室内シーンではデンマークのスタジオを利用した部分が相当あるなど、ドグマのルールには基づいていない部分が見られる。また神への献身と愛というテーマでは、デンマークの先人カール・テオドール・ドライヤーやスウェーデンのイングマール・ベルイマンらの影響が濃く見られる。
『奇跡の海』は1996年カンヌ国際映画祭で審査員特別グランプリを獲得、1996年ヨーロッパ映画賞で3部門を受賞した。また新人エミリー・ワトソンの鬼気迫る演技には高い評価が寄せられ、1996年ヨーロッパ映画賞年間女優賞、同年全米映画批評家協会賞、同年ニューヨーク映画批評家協会賞を受賞した他、1997年英国アカデミー賞 主演女優賞、1996年アカデミー主演女優賞にもノミネートされた。
スティーヴン・ジェイ・シュナイダーの『死ぬまでに観たい映画1001本』に掲載されている。

## ストーリー
映画は章仕立てになっており、各章の冒頭では印象的な色彩の風景をバックに1960年代から1970年代のロックが流れる。
舞台は1970年代のスコットランド・高地地方の海沿いの荒野。長老教会の影響が色濃い寒村に住む主人公のベス（エミリー・ワトソン）は、やや単純で無垢で、信仰篤い女性である。彼女は教会で自分で神に問いかけ自分で答え、それを神との対話と信じている。彼女は排他的な村人達の心配をよそに、沖合いの北海油田の海上掘削基地（石油プラットフォーム）で働くよそ者のヤン（ステラン・スカルスガルド）と結婚し愛し合う。だがヤンは油田作業で不在の日々が続き、ヤンなしでは生きてゆけないベスは教会でヤンが早く陸へ帰るように祈った。
祈りが通じたのか、ヤンは突然陸に帰ってくる。しかし彼はプラットフォームでの大事故に巻き込まれ陸地の病院に搬送されたのだった。彼は一命を取り留めたものの、下半身不随になった。ベスは自分の祈りのせいで彼に災いが降りかかったのだと自分を責める。そんなベスに病室のヤンは、セックスのできない自分の代わりに誰かセックスをする相手を見つけてほしい、そしてぜひその様子を詳しく聞かせてほしいという。そうすることで彼は間接的にベスと愛し合うことができるというのである。
教会で一人祈る彼女に、神は愛の証拠を見せろという。ベスは彼のために男達とおずおず関係を持ち始めヤンにその話をする。ヤンが危篤になるとベスは見知らぬ男と関係し、そのたびヤンは助かった。ベスは、明らかに神の力が働いていると信じるが、次第に行動があからさまになり服装も派手になってきた。母も村人も教会の長老も、娼婦となったベスを見放し、忌み嫌った。
一進一退を繰り返していたヤンの容態が悪化し、いよいよ闘病に終わりが近づいた。ベスはより強い神の加護を得ようと、荒くれ者（ウド・キア）たちが乗り込んでいる、どの娼婦も行きたがらない沖合いの漁船へと向かう決心をする。しかし、漁船から戻ったベスは船員たちによる性的暴行で重体になっていた。彼女は病院に運び込まれ、混濁した意識の中「悪い子でごめんなさい」と母に謝り続ける。いまだ意識不明のままのヤンを見て失意のまま息を引き取る。
数日後、奇跡的に容態が回復し、立てるまでに体の機能が回復したヤンが海上にいた。彼は仲間たちと、教会で葬儀を受けさせてもらえなかったベスを水葬する。そのとき確かに、曇天の上から高らかな鐘の音が響き渡った。

## 出演者
- エミリー・ワトソン
- ステラン・スカルスガルド
- カトリン・カートリッジ
- エイドリアン・ローリンズ
- サンドラ・ヴォー
- ウド・キア
- ジャン＝マルク・バール

## スタッフ
- 監督、脚本：L・トリアー
- 製作：ペーター・オールベック・ヤンセン、ヴィベク・ウィンドレフ
- 撮影：ロビー・ミューラー

## エピソード
監督がはじめに主演を打診したのはヘレナ・ボナム＝カーターだったが、過激なヌードシーンに難色を示し、断られたという。マーティン・スコセッシとロジャー・イーバートは1990年代のTOP10に本作を挙げている。

## 参照
- Lars Von Trier, Breaking the Waves, 1996, ISBN 0-571-19115-0.
- Best Films of 1996: Foreign Film Awards